# Owocowiec liścionosy
Owocowiec liścionosy (Artibeus jamaicensis) – gatunek ssaka z podrodziny owocnikowców (Stenodermatinae) w obrębie rodziny liścionosowatych (Phyllostomidae).

## Taksonomia
Gatunek po raz pierwszy zgodnie z zasadami nazewnictwa binominalnego opisał w 1821 roku angielski przyrodnik William Elford Leach, nadając mu nazwę Artibeus jamaicensis. Holotyp pochodził z Jamajki.
Artibeus jamaicensis należy do podrodzaju Artibeus. Analiza filogenetyczna przy użyciu danych opartych o cytochrom b i danych morfometrycznych wykazała, że A. jamaicensis (w szerokim znaczeniu) był polifiletyczny i zawierał oddzielne pokrewne linie w obrębie Artibeus, a A. jamaicensis, A. schwartzi, A. planirostris i A. aequatorialis zostały rozpoznane jako odrębne gatunki. Autorzy Illustrated Checklist of the Mammals of the World rozpoznają sześć podgatunków. Podstawowe dane taksonomiczne podgatunków (oprócz nominatywnego) przedstawia poniższa tabelka:
| Podgatunek        | Oryginalna nazwa                 | Autor i rok opisu | Miejsce typowe |
| ----------------- | -------------------------------- | ----------------- | --- |
| A. j. parvipes    | Artibeus parvipes                | Rehn, 1902        | Santiago de Cuba, Kuba.                                                                                             |
| A. j. paulus      | Artibeus jamaicensis paulus      | W.B. Davis, 1970  | 7,5 km, na zachodni północny zachód od La Libertad, na wysokości 500 ft (152 m), departament La Libertad, Salwador. |
| A. j. richardsoni | Artibeus jamaicensis richardsoni | J.A. Allen, 1908  | Matagalpa, departament Matagalpa, Nikaragua.                                                                        |
| A. j. triomylus   | Artibeus jamaicensis triomylus   | Handley, 1966     | El Papayo, Guerrero, Meksyk.                                                                                        |
| A. j. yucatanicus | Artibeus yucatanicus             | J.A. Allen, 1904  | Chichén Itzá, Jukatan, Meksyk.                                                                                      |

### Etymologia
- Artibeus: gr. αρτι arti „prosty”; βάω baō, βαινω bainō „iść”[26].
- jamaicensis: Jamajka[27].
- parvipes: łac. parvus „mały”; pes, pedis „stopa”, od gr. πους pous, ποδος podos „stopa”[28].
- paulus: łac. paulus „mały”[29].
- richardsoni: William Blaine (lub Blaney) Richardson, Sr. (1868–1927), amerykański kolekcjoner z Meksyku, Gwatemali, Nikaragui, Kostaryki, Kolombii, Ekwadoru i Indii Zachodnich w latach 1887–1927[14][30][31].
- triomylus: gr. τρεις treis, τρια tria „trzy”[32]; μυλος mulos „ząb trzonowy”[33].
- yucatanicus: półwysep Jukatan, Meksyk/Gwatemala[34].

## Zasięg występowania
Owocowiec liścionosy występuje w Ameryce zamieszkując w zależności od podgatunku:
- A. jamaicensis jamaicensis – Wielkie Antyle (Jamajka, Haiti, Portoryko i Vieques, w tym wyspy Gonâve i Mona), Małe Antyle, Aruba oraz wyspy Providencia i San Andrés.
- A. jamaicensis parvipes – Kuba, w tym Isla de la Juventud, południowe Bahamy (Wielka Inagua i Mayaguana) oraz Kajmany (Wielki Kajman, Mały Kajman i Cayman Brac).
- A. jamaicensis paulus – Ameryka Środkowa od południowo-wschodniego Meksyku (Chiapas) na południowy wschód do północno-zachodniej Kostaryki (Guanacaste).
- A. jamaicensis richardsoni – południowo-wschodni Meksyk (północne Chiapas) na południowy wschód przez Amerykę Środkową, wzdłuż wybrzeża Oceanu Atlantyckiego i wzdłuż obu stoków od okolic Puntarenas w północno-zachodniej Kostaryce do północno-zachodniej Kolumbii.
- A. jamaicensis triomylus – pacyficzne stoki Meksyku od stanów Sinaloa do Oaxaca.
- A. jamaicensis yucatanicus – przybrzeżne równiny i wyspy Zatoki Meksykańskiej od Tamaulipas w Meksyku, na południowy wschód do półwyspu Jukatan (w tym wyspa Cozumel), Belize i Islas de la Bahía w Hondurasie.

## Morfologia
Długość ciała 78–93 mm, ogon niewidoczny, długość ucha 20–27 mm, długość tylnej stopy 16–18 mm, długość przedramienia 52–62,1 mm; masa ciała 43,5–55 g. Wzór zębowy: I {\displaystyle {\tfrac {2}{2}}} C {\displaystyle {\tfrac {1}{1}}} P {\displaystyle {\tfrac {2}{2}}} M {\displaystyle {\tfrac {2}{3}}} = 30 (okazy z Ameryki Środkowej) i I {\displaystyle {\tfrac {2}{2}}} C {\displaystyle {\tfrac {1}{1}}} P {\displaystyle {\tfrac {2}{2}}} M {\displaystyle {\tfrac {3}{3}}} = 32 (podgatunek triomylus z zachodniego Meksyku). Kariotyp wynosi 2n = 30 (samice) i 31 (samce) i FN = 56.

## Ekologia

### Tryb życia
Owocowiec liścionosy jest jednym ze ssaków o najszybszym tempie trawienia. Owoce, którymi się żywi, przechodzą przez jego cały układ pokarmowy w ciągu 15 minut. W tak krótkim czasie nie jest możliwe strawienie bądź bakteryjny rozkład twardych okryw nasiennych, więc nietoperz ten jest ważnym rozsiewaczem nasion.

### Rozmnażanie
Okres rozrodu tego nietoperza przypada od lutego do lipca. Samica rodzi 1 lub 2 młode.